# Rita Russek
Rita Russek (Eschwege, 1952. június 27. –) német színésznő és rendező.

## Élete és pályafutása
Első férje Peter Tscheuschner, majd 2009-ben lett Bernd Fischerauer osztrák színész, rendező felesége. Első házasságából egy lánya született, Pamina (1983).
Játszott Gárdos Péter 1989-ben bemutatott A hecc című filmjében, ahol a Reviczky Gábor alakította Holl Tamás első feleségeként jelent meg, magyar hangja Fehér Anna volt.